# Бертос, Лео
Леонида Христос (Лео) Бертос (англ. Leonida Christos "Leo" Bertos; 20 декабря 1981, Веллингтон) — новозеландский футболист, игравший на позиции полузащитника. Участник чемпионата мира 2010 года в составе национальной сборной Новой Зеландии.

## Клубная карьера
Бертос родился в Веллингтоне в семье новозеландки и грека, учился в школе Holy Cross (1987—1994) и Wellington College (1995—1999).
Свою карьеру Лео начал в клубе «Веллингтон Олимпик», в 2000 году он перебрался в Англию, в клуб «Барнсли». В октябре он дебютировал за резервную команду во встрече с «Ротерем Юнайтед», а 16 апреля 2001 года сыграл первый матч за основу, закончившийся поражением от «Престон Норт Энда» со счетом 0:4. Днем позже Бертос подписал профессиональный контракт с «Барнсли». Однажды он стал автором забитого мяча: это случилось в игре против «Бристоль Сити», завершившийся со счетом 4:1 в пользу команды Бертоса.
Следующим клубом Лео в Англии стал «Рочдейл», за который он отыграл два сезона, стабильно выходя в основном составе и забив один мяч, сохранивший команде место в Лиге.
С 2005 года Бертос сменил четыре клуба из низших английских лиг, проведя за каждый из них не более 10 матчей.
В начале сезона 2006/07 Лео подписал контракт с «Перт Глори», рассчитанный на два года. Это было попыткой руководства клуба увеличить глубину состава в средней линии, которой недоставало плотности и силы. Бертос заменил звезду Ника Уорда. Сезон был крайне успешным: Лео стал лучшим ассистентом в лиге с девятью голевыми передачами. В следующем году Бертос принял участие в 14 матчах, забил один гол и отдал два голевых паса.
24 января 2008 года подписал двухлетний контракт с «Веллингтон Феникс» на правах свободного агента. Дебютировал за родной клуб в первом матче сезона против «Брисбен Роар», забил первый мяч в игре с «Сиднеем» 7 ноября того же года. Всего сыграл 16 из 21 матча регулярного сезона, дважды забил и отдал четыре голевые передачи и заслужил звание игрока года в составе «Веллингтон Феникс».
Сезон 2009/10 был фантастически успешным и для клуба, и для Бертоса. Он стал ключевым игроком команды, принял участие во всех матчах, 23 из 28 раз появляясь в стартовом составе. 1 октября 2009 года Лео продлил контракт на три года.

## Национальная сборная
В национальной сборной Лео Бертос дебютировал 13 октября 2003 года в матче со сборной Ирана. Всего за сборную он провёл 55 матчей. Бертос был включён в заявку Новой Зеландии на чемпионат мира 2010.

## Тренерская карьера
В январе 2020 года был назначен главным тренером клуба Национальной Премьер-лиги Северного Нового Южного Уэльса «Уэстон Беарс» вместо вернувшегося в Европу Кью Ялинса.